# Alois Lipburger
Alois Lipburger (Andelsbuch, 27 agosto 1956 – Füssen, 3 febbraio 2001) è stato un saltatore con gli sci e allenatore di sci nordico austriaco.

## Biografia

### Carriera sciistica
Debuttò in campo internazionale in occasione della tappa del Torneo dei quattro trampolini di Oberstdorf del 29 dicembre 1974 (41°). In Coppa del Mondo esordì il 30 dicembre 1979 a Oberstdorf (29°), ha ottenuto il primo podio il 10 febbraio 1980 a Saint-Nizier (2°) e la prima vittoria il 13 febbraio 1981 a Ironwood.
In carriera prese parte a un'edizione dei Campionati mondiali, vincendo una medaglia.

### Carriera da allenatore
Dopo il ritiro divenne allenatore dei saltatori della Nazionale di sci nordico dell'Austria. Mentre era al seguito dei suoi atleti morì, il 3 febbraio 2001, all'età di 45 anni in un incidente d'auto presso il confine tra l'Austria e la Germania.

## Palmarès

### Mondiali
- 1 medaglia:
  - 1 argento (gara a squadre a Lahti 1978)

### Coppa del Mondo
- Miglior piazzamento in classifica generale: 11º nel 1981
- 3 podi (tutti individuali):
  - 2 vittorie
  - 1 secondo posto

#### Coppa del Mondo - vittorie
| Data             | Località | Nazione     | Trampolino       |
| ---------------- | -------- | ----------- | ---------------- |
| 13 febbraio 1981 | Ironwood | Stati Uniti | Copper Peak K180 |
| 14 febbraio 1981 | Ironwood | Stati Uniti | Copper Peak K180 |

### Campionati austriaci
- 2 medaglie[2]:
  - 1 oro (70 m nel 1978)
  - 1 bronzo (LH nel 1978)